# Het Utrechts Archief

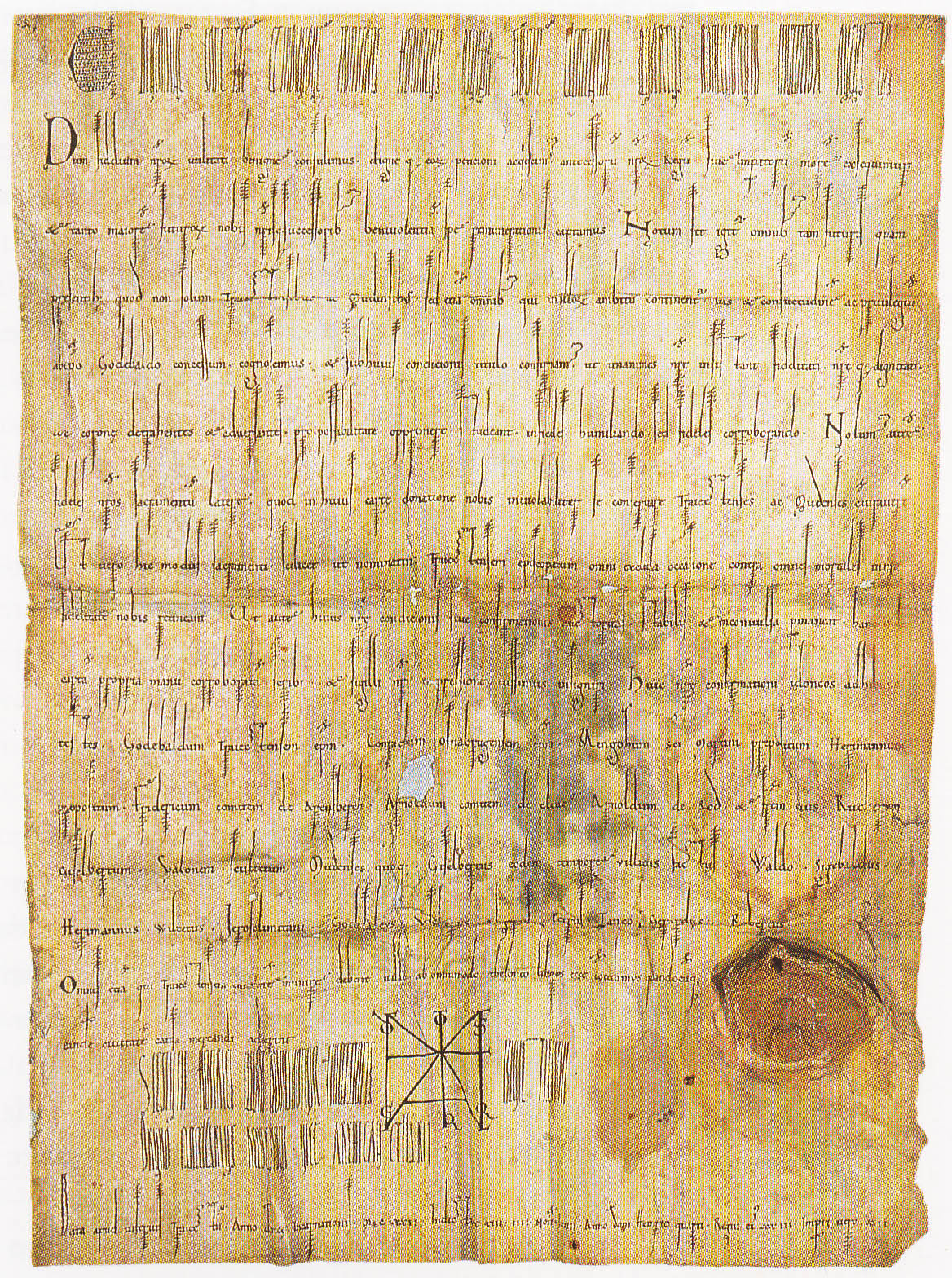
Oorkonde uit het archief uit 1122 met de bevestiging van de "stadsrechten" voor Utrecht

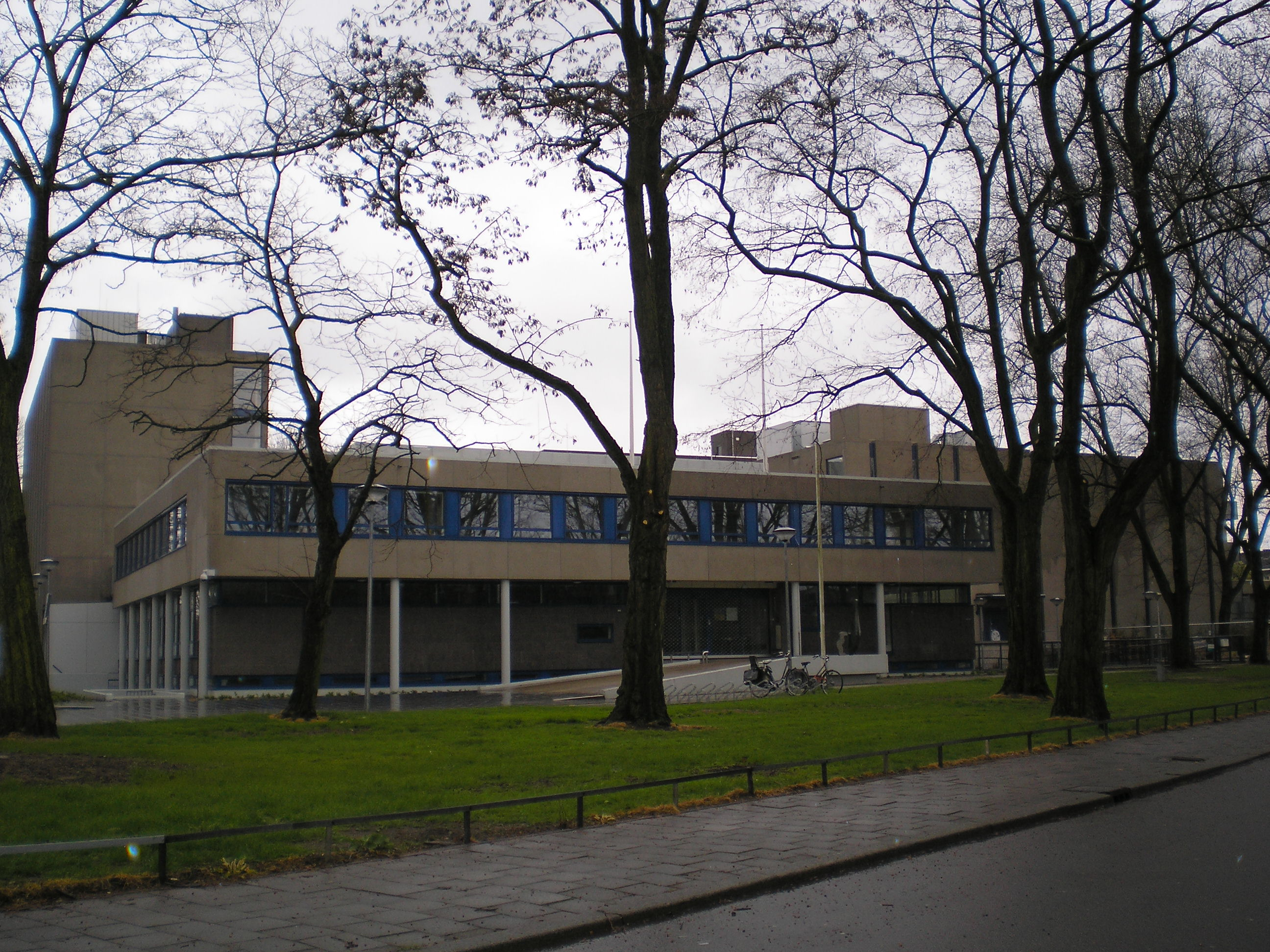
Het Gemeentelijk Archief aan de Alexander Numankade 199-201 te Utrecht

Het Utrechts Archief is een archiefinstelling in de Nederlandse stad Utrecht. 
Het beheert de rijkste collectie over de geschiedenis van stad en provincie Utrecht. Met ruim 30 kilometer archieven, beelddocumenten (prenten, tekeningen, topografische kaarten, foto's en films) en 73.000 publicaties vormt het archief een kenniscentrum voor de historie van Utrecht. Het Utrechts Archief bezit ook kennis over toezicht volgens de Archiefwet en op het gebied van analoog en digitaal archiefbeheer. 
In Het Utrechts Archief bevindt zich bovendien het landelijk centrum voor kerkelijke archieven en de archieven van de Nederlandse Spoorwegen. Het voert tevens het beheer van de archieven van de gemeente Nieuwegein.
Het archief werkt nauw samen met andere partners, zoals overheden, particuliere archiefvormers, collega-instellingen en de Utrechtse musea. 

## Oorsprong
De oorsprong van Het Utrechts Archief is gelegen in een kist met charters, die in de middeleeuwen bewaard werd in een van de stadspoorten, de Catharijnepoort. Deze poort werd ook gebruikt als kruitdepot, waardoor het toenmalige 'stadsarchief' van de stedelijke overheid van Utrecht naar een andere locatie verplaatst moest worden. Vanaf 1546 was dit in het huis Lichtenberg aan de Stadhuisbrug.
In april 1803 werd de Utrechtse schepen Petrus van Musschenbroek benoemd tot "archivarius honorair" van het departement van Utrecht. Op 17 oktober 1803 volgde  zijn aanstelling als archivaris van de stad Utrecht. 
Vanaf 1826 werden provincies en gemeenten bij Koninklijk Besluit verplicht tot registratie en inventarisatie van hun archiefmateriaal. Voor de kapittelarchieven was Christiaan Paulus de Vos benoemd tot archivaris. Deze kapittelarchieven zouden de basis vormen voor het latere Rijksarchief in Utrecht. De opvolger van De Vos, Gerrit Dedel, werd al aangesproken als "rijksarchivaris".
Het huidige Utrechts archief is in 1998 ontstaan uit een fusie tussen het Rijksarchief in de provincie Utrecht en de Gemeentelijke Archief- en Fotodienst van Utrecht. Sinds die tijd is Het Utrechts Archief een Gemeenschappelijke Regeling van het Ministerie van OCW en de Gemeente Utrecht. Er werken ruim 70 medewerkers en een grote groep vrijwilligers. Sinds 15 maart 2013 is Chantal Keijsper
directeur van Het Utrechts Archief.

## Publiekscentrum en studiezalen
Het Utrechts Archief is gevestigd op twee locaties, namelijk:
Hamburgerstraat 28, Utrecht, waar het publiekscentrum van het archief is gevestigd met activiteiten en tentoonstellingen. Het Utrechts Archief brengt per jaar 2 wisseltentoonstellingen over de Utrechtse geschiedenis met topstukken uit de collectie. 
Op de Alexander Numankade 199-201, Utrecht zijn de depots met archieven en collecties gevestigd, evenals de bibliotheek en de studiezaal voor het uitvoeren van onderzoek. De toegang tot de studiezaal is gratis. 

## Collectie Het Utrechts Archief
Het Utrechts Archief beheert en bewaart het dynamische verleden van Utrecht. Een gigantisch geheugen dat dagelijks wordt uitgebreid.
In de beeldbank van het archief zijn bijna 200.000 gedigitaliseerde afbeeldingen uit de collectie beeldmateriaal van Het Utrechts Archief doorzoekbaar, raadpleegbaar en te downloaden. Deze collectie omvat foto's, prentbriefkaarten, tekeningen, prenten en cartografische documenten. De afbeeldingen komen uit verschillende collecties, van familiearchieven en de archieven van de Nederlandse Spoorwegen tot foto's van fotografen die publiceerden in het Utrechts Nieuwsblad. De afbeeldingen tonen het dagelijks leven en laten veranderingen en ontwikkelingen van de stad en provincie zien. 
In de archiefcollectie zijn ruim 3 miljoen scans van archiefstukken te raadplegen, waarin ruim 9 miljoen geïndexeerde personen voor genealogisch onderzoek. In de krantendatabase zijn de digitale versies de jaargangen 1893 tot 1967 van het Utrechts Nieuwsblad, de voorloper van het Algemeen Dagblad, beschikbaar.

## Bouwgeschiedenis
In 1050 werd op de plek die nu Hamburgerstraat heet, de Paulusabdij gebouwd. Dit was een van de oudste en belangrijkste kloosters van Utrecht. De bouw van de abdij is te danken aan bisschop Bernold. Van de kerk van de Paulusabdij  zijn nog slechts een paar muurresten over. Van het klooster is veel meer bewaard en de bouwresten zijn door het hele gebouw van Het Utrechts Archief zichtbaar: in de gang op de begane grond zijn resten te zien van de kloostergang, in het auditorium resten van de kapittelzaal, de refter (eetzaal) en het dormitorium (slaapzaal), in de studiezaal resten van de librye (bibliotheek) en in het souterrain sporen van de kloosterkelders en de doorgang tussen beide kelders. Er zijn diverse verbouwingen geweest en na de stadsbrand in 1253 moest ook veel herbouwd worden.
Na de Beeldenstorm en reformatie werd het klooster in de 16e eeuw in gebruik genomen als rechtbank. Die functie heeft het tot het jaar 2000 gehad. In de 19e eeuw is er flink verbouwd. De architect Christiaan Kramm liet het gebouw voorzien van een nieuwe gevel in neoclassicistische stijl. De ingang kwam toen in het midden van de gevel en het vloerniveau werd verhoogd. Rond 1900 werd het gebouw al te klein. Op het terrein van een huis aan de Hamburgerstraat werd naar ontwerp van architect Willem Metzelaar het Kantongerecht gebouwd (nu: House of Performance). In de jaren 50-60 van de 20e eeuw is de rechtbank ingrijpend verbouwd. Uit die tijd dateren het trappenhuis, de vloeren en de deurportalen. Het gedeelte waar het Court Hotel is gevestigd, is in die tijd geheel vernieuwd, ook het deel waar nog de oude gevel staat.
In 2000 heeft de rechtbank een nieuw gebouw aan de Catharijnesingel betrokken. Het Utrechts Archief is sinds juni 2008 in het gebouw gevestigd.